# リオメス＝モンターニュ
リオメス＝モンターニュまたはリオン＝エス＝モンターニュ （Riom-ès-Montagnes）は、フランス、オーヴェルニュ＝ローヌ＝アルプ地域圏、カンタル県のコミューン。

## 地理

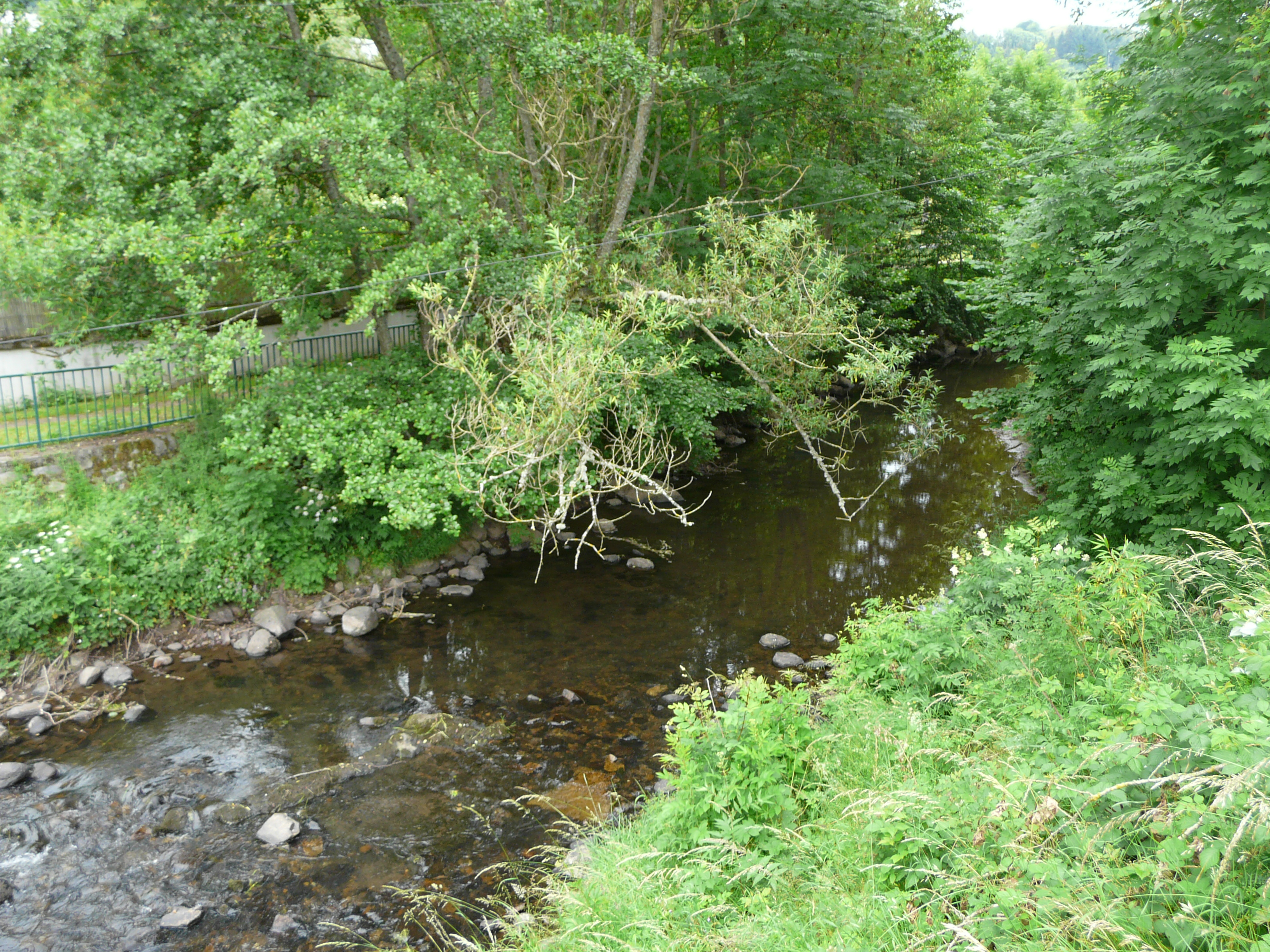
ヴェロンヌ川

県北西部にあるリオメス＝モンターニュは、ジャンティアーヌ地方の中心コミューンで、ヴォルカン・ドーヴェルニュ地域圏自然公園の中心部に位置する。ドール連山およびカンタル連山の中間、標高840mの地点にある。
リオメス＝モンターニュをヴェロンヌ川が横切る。この川がプティット・ルー川と合流する地点は、リオメス＝モンターニュと隣接コミューン、マルシャステルとサンタマンダンとの境界になっている。
ジュルニアック・ダムはリオメス＝モンターニュとサンタマンダンにまたがっている。
コミューンの気候は山岳気候である。冬はしばしば霜が降り降雪があり、夏は暑く日照時間が長いが夜は涼しくなる。春と秋は雨が多く、霧が頻繁に発生する。

## 交通

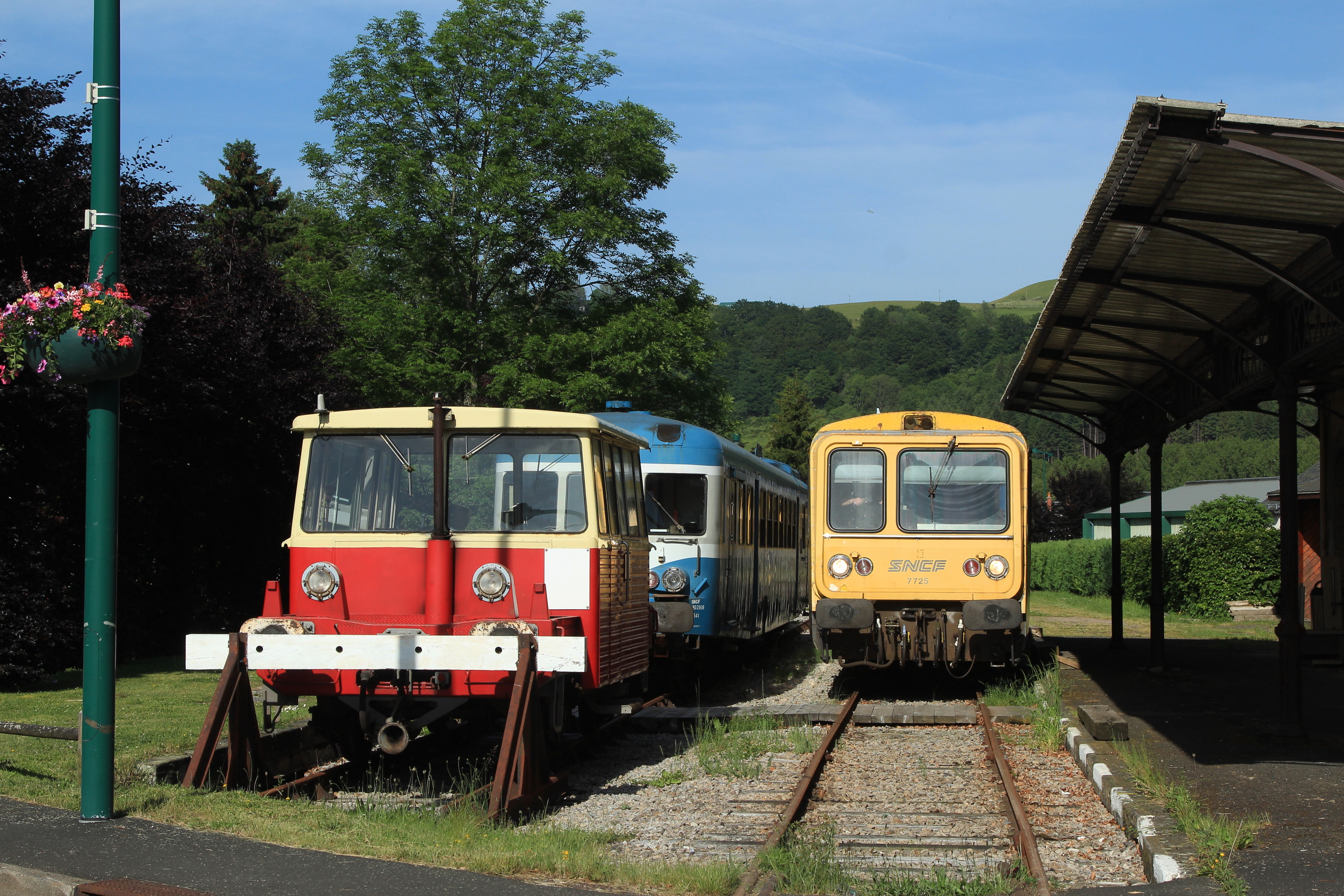
リオメス＝モンターニュ駅

かつて広く利用されていた鉄道輸送は、観光鉄道ジャンティアーヌ・エクスプレス（fr）として今も活躍しており、リオメス＝モンターニュ駅に停車する。ジャンティアーヌ・エクスプレスは高オーヴェルニュ地方を走り、一部を開業が1908年と古いボール＝レゾルグ-ヌサルグ路線を走る。
ローヴェルニャ・ド・パリの創設者ルイ・ボンネは、今日『パッケージ・ツアー』と呼ばれるものの先駆者だった。1904年、彼は自らの名を冠した列車をつくった。1939年まで、彼は割引価格で毎年春夏に故郷の同胞を乗せていた。オーヴェルニャの中ではこうあるべきとして、これらの客車は非常に特別な雰囲気を持っていた。各駅に停車するごとにカブレット（fr、オーヴェルニュ独特のバグパイプ）の演奏、スナック、プラットフォームでの踊りブレーの披露が行われた。こうした旅行は1923年にリオメス＝モンターニュで増加した。
2本の道路交通の軸が町の中で交差する。モーリアック/コンダ線、ボール＝レゾルグ/ミュラ/サン＝フルール線である。国道678号線はモーリアックを経由してラゲンヌからラ・ソヴタへ伸び、リオメス＝モンターニュからコンダの間は『県道678号線』に格下げされている。

## 歴史
リオメス＝モンターニュの起源は、ガリア語の地名rigomagosが示しているように、古くガロ＝ローマ時代にさかのぼる。rigomagosとは王の市場を意味する。

## 人口統計
| 1962年 | 1968年 | 1975年 | 1982年 | 1990年 | 1999年 | 2006年 | 2011年 |
| ------ | ------ | ------ | ------ | ------ | ------ | ------ | ------ |
| 3329   | 3527   | 3624   | 3417   | 3225   | 2842   | 2727   | 2681   |

参照元:1999年までEHESS、2004年以降INSEE

## 経済
リオメス＝モンターニュは本質的に第三次産業が中心で、2012年には1335人が雇用されていた。リオメス＝モンターニュには農業従事者が50人おり、ウシの地元種サレール種の畜産が重要である。食品製造ではカンタルとブルー・ドーヴェルニュの2種類のチーズの生産が主体である。

## ゆかりの人物
- ヴィクトール・バタイユ（fr） - 政治家
- ジョルジュ・バタイユ - 第一次世界大戦中であった幼年時代、リオメス＝モンターニュですごしている
- ハイム・ブレジス（fr） - 数学者。
- ディディエ・アルナル（fr） - 政治家。